# Night at the Museum: Battle of the Smithsonian
Night at the Museum: Battle of the Smithsonian és una pel·lícula estatunidenca del 2009 d'aventures i comèdia. És la seqüela de Night at the Museum.

## Argument
Ja fa dos anys que el guàrdia del museu Larry Daley digué adéu als seus amics del museu per començar la seva pròpia companyia. Quan torna, però, al museu, s'assabenta que tots els seus antics amics seran reemplaçats per hologrames destinats a fer del Museu d'Història Natural quelcom de més interactiu. Seran enviats als Arxius Nacionals, a Washington DC. Però abans d'anar-se'n als arxius, el mico roba la tauleta d'Ahkmenrah, que dona vida a les figures exposades i que en principi no havia d'anar als Arxius. En Larry els haurà d'ajudar per enfrontar-se a en Kahmunrah, el cinquè faraó i germà d'Ahkmenrah, el gàngster Al Capone, el tsar Ivan el Terrible i l'emperador Napoleó Bonaparte. Durant l'aventura es troba amb una aliada inesperada, l'aviadora Amelia Earhart.